# 森田真奈美
森田 真奈美（もりた まなみ、1969年9月1日 - ）は、女性のフリーアナウンサー、ラジオパーソナリティ。北海道札幌市出身。

## 来歴・人物
大黒摩季とは小学校から同級生の幼馴染み。北星学園大学英文科卒業後、1992年に北海道放送に入社。
同社を6年務めたのち、1998年に退社。以後、フリーランスに。
翌1999年にJ-WAVEにアナウンサーとして番組に出演。
2000年からは、 TOKYO FMジェットストリーム三代目パーソナリティーとして、約350組以上のゲストにインタビューをする。
2005年、ヘアメイクアーティストの男性と結婚。その後は熊本県に移住し、エフエム熊本のパーソナリティを務めている。
プライベートでは絵本と詩、アフリカにはまっている。

## 出演番組

### 現在の出演番組
- 松任谷正隆のtime S pace （TOKYO FM）
- TOKYO PREMIUM NIGHT at COTTON CLUB（TOKYO FM）
- FMK Feel the Voice（FMKエフエム熊本）

### 過去の出演番組
- ドキュメンタリー映画「地球交響曲　第五番・第六番」ナレーション
- テレポート6 （北海道放送）
- ニュースコール北海道 （北海道放送）
- LOVE SOUNDS ON JET STREAM （TOKYO FM、2000年4月 - 2002年9月）
- ザ・マスターピース （TOKYO FM、2002年）
- HITS from the radio （TOKYO FM、2002年）
- 東風だより （AIR-G'、2005年）
- 今日は一日第九三昧（NHK-FM、2006年12月23日）
- 大前研一LIVE （ビジネス・ブレークスルー、1998年 - 2007年3月）